# San Miguel de las Dueñas
San Miguel de las Dueñas es una localidad española integrada en el municipio leonés de Congosto, en la comarca del Bierzo. Situado a orillas del río Boeza, se localiza entre las dos urbes más importantes de la zona como son Bembibre y Ponferrada.

## Infraestructuras y comunicaciones
La localidad tiene enlace con la A-6 Madrid-Coruña. Además la red provincial de carreteras comunica San Miguel con Almázcara, Calamocos y Congosto.
La línea férrea de Adif de Palencia a La Coruña tiene estación en San Miguel de las Dueñas:

## Demografía
Evolución de la población en el siglo XXI
| Gráfica de evolución demográfica de San Miguel de las Dueñas entre 2000 y 2020 |
|                                                                                |
| Población de derecho (2000-2020) según el padrón municipal del INE             |

## Administración
Como la mayoría de los antiguos concejos leoneses constituye una Entidad Local Menor gobernada por una Junta Vecinal de cinco miembros.

## Clima
En lo que a clima se refiere, presenta un microclima especial[cita requerida], muy adecuado a los cultivos de la zona. Se trata de un clima suave y con un elevado porcentaje de humedad en aire, bien producida por precipitaciones unas veces o por espesa niebla en otras. Esto se debe sin duda al hecho de estar situado en un valle rodeado de montañas. Su baja altitud impide generalmente, las heladas tardías, viéndose rara vez amenazado por peligro de nieve.
Las temperaturas extremas se dan en invierno y verano, registrándose mínimas medias de 3,5 °C en invierno y máximas de 23,7 °C en verano.
Las precipitaciones son del orden de 724 mm en un año normal. La insolación media se cifra en aproximadamente 2155 horas de sol anuales

## Interés turístico

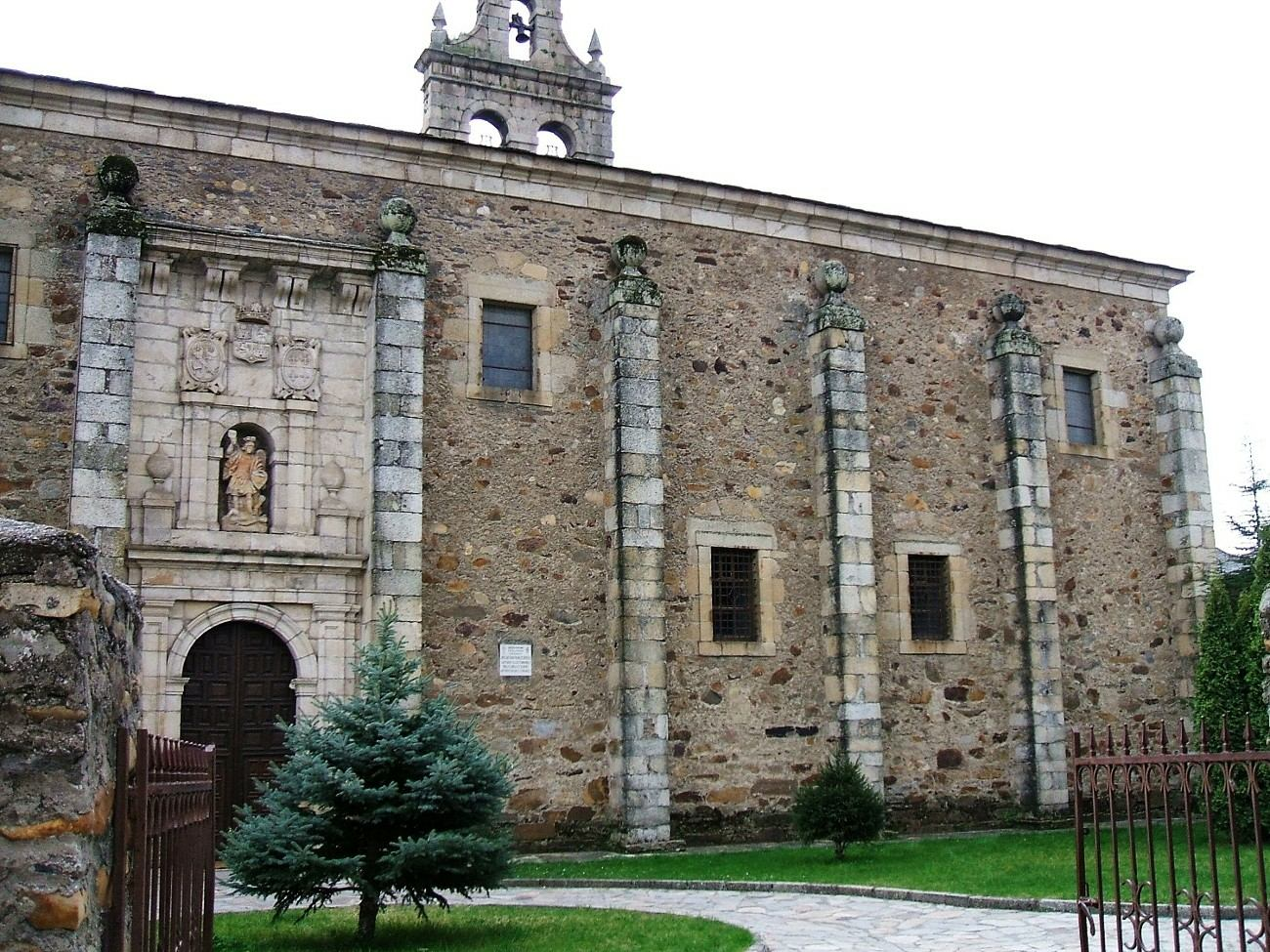
Monasterio de San Miguel de las Dueñas

El atractivo de San Miguel de las Dueñas reside sobre todo en el monasterio homónimo, que desde su fundación en el siglo X ha sufrido sucesivas remodelaciones, adquiriendo una mezcla de diferentes estilos arquitectónicos, siendo el predominante un austero barroco conventual a caballo entre los siglos XVII y XVIII
A unos pocos kilómetros se encuentra Molinaseca, en pleno Camino de Santiago, dando cobijo a miles de peregrinos al año en su albergue para descansar y continuar su camino con fuerzas hasta la siguiente parada de postas, Villafranca del Bierzo, cuya riqueza histórico-artística y variedad monumental es incalculable.

## Historia
Se puede decir que la población de San Miguel de las Dueñas como tal comenzó su andadura con la fundación del Monasterio a finales del siglo X, pero la presencia humana en la zona ya se constata desde siglos atrás muy ligada a la historia de lo que hoy llamamos El Bierzo. De esta forma en esta zona se pueden encontrar restos de castros prerromanos y romanos, destacando la cercanía del Castro Murielas que podría ser la antigua ciudad de Interamnium Flavium descrita en las fuentes romanas. De igual forma por el territorio de San Miguel de las Dueñas (coincidiendo con el trazado de la Nacional VI) pasaba la Vía romana de Antonino utilizada principalmente para el traslado de las tropas y la explotación de la minería del oro.
Con la caída del Imperio Romano llegaron a la zona en el siglo V pueblos germánicos como los suevos que posteriormente se incorporarían al reino visigodo. A estos les siguieron los musulmanes con una presencia muy efímera, pasando este territorio a manos del reino asturiano durante los siglos IX y X. En esta época comienza la repoblación del Bierzo y la creación de un gran número de monasterios. A finales del siglo X estos monasterios comienzan a reagruparse en tres grandes cenobios masculinos y dos femeninos, entre los cuales se encuentra el de San Miguel de las Dueñas.
El monasterio de San Miguel fue fundado entre los años 970 y 980 por el conde Luna, Gonzalo Bermúdez, favorito del rey Ramiro III. El objetivo de la creación del monasterio fue la de repoblar y explotar los recursos de la zona con la finalidad de hacer más fuerte el reino cristiano asturleonés frente a la cercanía del imperio musulmán. En un principio el núcleo se llamó San Miguel de Almázcara hasta que en 1152 la reina Doña Sancha lo restaura y lo dota de grandes heredades, instalando una comunidad de monjas benedictinas sujetas a los abades del monasterio de Santa María de Carracedo. Desde este momento, el Monasterio será llamado San Miguel de las Dueñas y adopta la regla cisterciense. En 1216 la abadesa Elvira dona a los ocho primeros pobladores la heredad de Santa Cecilia.
En adelante, el monasterio y el núcleo de población que surge en torno al mismo sufrirán distintos vaivenes, entre los cuales esta la supresión del monasterio en 1505 y su restauración en 1530, la ampliación del mismo en los siglos XVII y XVII con la construcción de los claustros, la iglesia, etc. De igual forma sufrió la Desamortización siendo las monjas exclaustradas durante veintiséis años.
- Artículo principal: Monasterio de San Miguel de las Dueñas

Durante todo este periodo se pasó en el Bierzo de una feudalización y un gran poderío de la nobleza a la centralización en la monarquía establecida por los Reyes Católicos en el siglo XV. Esta centralización no supuso la desaparición de los cotos monásticos ni la autonomía de una nobleza que se enseñorea sobre una gran parte del Bierzo. Tiene que ser a principios del siglo XIX cuando se rompa esta vieja estructura señorial y se incorpore la del Bierzo a la provincia de León.
Durante el siglo XIX el Bierzo florece con una economía de policultivo destacando el vino y la industria del hierro. Con la crisis de la filoxera (enfermedad que ataca a la vid) y la depresión de las ferrerías se produce una gran emigración a América, pero desde 1920, debido a las consecuencias de la Primera Guerra Mundial en la que España no participó, florecen de nuevo las explotaciones del hierro y el carbón.
De esta forma se produce en San Miguel otro gran hito que cambiará su historia. Con la puesta en marcha de la MSP y la creación en 1949 de los cotos mineros Vivaldi y Wagner, la explotaciones del hierro y el carbón hacen que el pueblo pase de una población de 300 personas a tener más de 1500, viviendo un gran auge económico que se refleja en la ampliación con nuevos barrios y la instalación de todo tipo de comercios, profesionales y servicios. Con el cierre en los años 1960 de las minas de hierro y carbón la población se vio muy afectada y mucha gente joven se vio obligada a buscar trabajo fuera, quedando una población notablemente envejecida. Hoy en día la población en torno a los 900 habitantes pertenece al Municipio de Congosto y vive en su mayor parte dependiente de la industria y los servicios de ciudades como Ponferrada y Bembibre y en un número ya muy reducido se dedica a labores agrícolas y ganaderas.
En lo que se refiere a la arquitectura popular de San Miguel de las Dueñas la casa más común es la de dos plantas, llamada también de corredor. Aún quedan restos de casas de adobe y mampostería de cantos con corredores con escalera interior o exterior y con tejados de pizarra. Es común que en la planta baja hubiera un portón para la entrada al establo-corral o bodega-lagar.

## Fiestas
- San Miguel: patrón de la localidad se celebran fiestas en su honor el 29 de septiembre.
- San Bernardo: se celebra el 20 de agosto en honor al patrón de la orden cisterciense a la que pertenece la congregación de religiosas del monasterio.. En estas fiestas cabe resaltar la feria del ajo, que consiste un mercadillo de productores de ajo y de artesanía. Destaca también la degustación de bollos preñaos, empanada y sopas de ajo.